# Джусто Лекур
Джусто Лекур(фр. Giusto Le Court; 1627, Іпр — 1676, Венеція) — італійський скульптор, фламандець за походженням.

## Життєпис
Народився в місті Іпр. Ймовірно, там і отримав первісні навички в художній освіті. Перебрався в Рим, де працював у майстерні Франсуа Дюкенуа. Добре засвоїв барокову манеру римської школи бароко і художнього диктатора Риму — архітектора і скульптора Лоренцо Берніні.
Приблизно з 1657 року перебрався у Венецію, де стримано ставились до бароко як стилю, монополізованому єзуїтами. Мав у Венеції власну майстерню і набирав учнів.
Серед учнів скульптора — 
- Франческо Кабіянка
- Енріко Меренго
- Орацио Маріналі
- Франческо Кавріолі

## Вівтарі церкви Санта Марія делла Салюте та Сан Ніколо да Толентіно

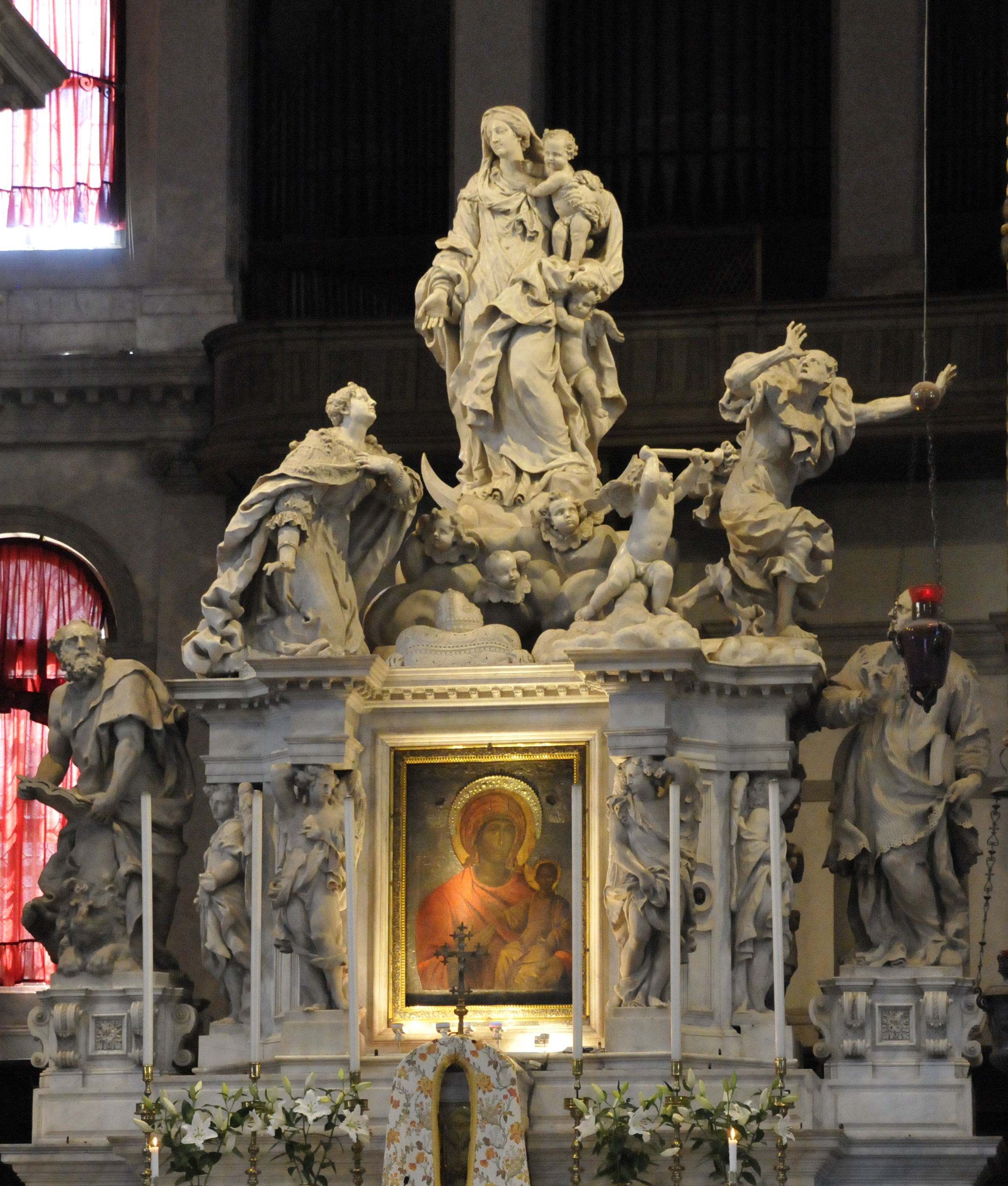
Вівтар у Санта Марія делла Салюте

Відомим твором скульптора у Венеції є пафосний вівтар у церкві Санта Марія делла Салюте. Бароко як ідейно-стилістична система створило і активно використовувало цілу низку алегорій для демонстрації і пояснення різних за призначення програм — величі католицької церкви і безгрішності папи римського, перемог у війні якогось монарха, умовного позначення переваг якогось державного діяча чи вельможі, внесок померлого в славу батьківщини, надгробок з уособленням цих чеснот тощо. До мови алегорій звернувся і Лекур при створенні вівтаря. На верхівці хмарки з півмісяцем височить Мадонна з немовлям. Праворуч янгол жене геть алегорію чуми у вигляді переляканої жінки. Ліворуч від неї — алегорія міста Венеція, що припала до Богородиці з подякою. Вівтар був створений на подяку Богородиці за визволення Венеції від чуми.
Особливо масштабною була робота скульптора над вівтарем церкви Сан Ніколо да Толентіно, де він створив цілий архітектурний храм з куполом та орнаментальним декором, а бічні постаменти віддав типовим для барокових вівтарів янголам.

## Галерея
| Барокові атланти на фасаді Chiesa dell'Ospedaletto | Барокові атланти на фасаді Chiesa dell'Ospedaletto | Барокові атланти на фасаді Chiesa dell'Ospedaletto | Барокові атланти на фасаді Chiesa dell'Ospedaletto |
| -------------------------------------------------- | -------------------------------------------------- | -------------------------------------------------- | -------------------------------------------------- |
|                                                    |                                                    |                                                    |                                                    |